# Sender Frikadelle
Sender Frikadelle ist eine halbstündige Comedyshow, die von 1986 bis 1987 im Ersten Deutschen Fernsehen produziert wurde.

## Beschreibung
Die halbstündige Comedyshow handelte von dem fiktiven Sender Frikadelle, der sich in einem Hochhaus befand, auf dessen Dach sich eine riesige Frikadelle drehte. Das Team zeigte Unterhaltung in Form von Klamauk, Sketchen, Slapstick sowie Running Gags.

## Schauspieler
- Frank Zander
- Inga Abel
- Jürgen Triebel
- Lutz Mackensy
- Margarethe Schreinemakers
- Christine Röthig
- Elisabeth Wiedemann
- Nikolaus Schilling
- Ulrich Radke
- Jan Fedder
- Bernd Stephan
- Dirk Bach
- Mircea Krishan
- Hans Herbert Böhrs
- Wendelin Haverkamp

## Sendeplatz
Die halbstündigen Comedyfolgen liefen mittwochs im WWF-Regionalprogramm des Ersten Deutschen Fernsehens. 2009 und 2015 wurden sie auf Eins Festival wiederholt.